# Miravan
Miravan forçant la tomba dels seus avantpassats (originalment en anglès Miravan Breaking Open the Tomb of his Ancestors), o simplement Miravan, és un quadre de Joseph Wright que fou completada l'any 1772.

## Descripció
La història de Miravan fou explicada per Joseph Wright i ve de l'obra de John Gilbert Cooper Letters Concerning Taste que fou publicada l'any 1755. De totes maneres, Cooper explicava que la història és persa i que no se'n coneix l'origen.
Joseph Wright era conegut per les seves obres amb il·luminació poc usual; aquesta pintura ho combina amb un estil que ha estat anomenat "Neogòtic", el qual Wright també usà en la seva pintura Demòcrit estudiant anatomia. Aquestes dues pintures també mostren la familiaritat dels artistes amb l'anatomia humana.
El quadre fou titulat Miravan forçant la tomba dels seus avantpassats i mostra un noble, Miravan, que ha descobert una de les tombes dels seus avantpassats. Guiat per la cobdícia, ordena que es violi la tomba després de veure que du una inscripció que diu «Un tresor més gran del que mai va posseir Cressus». La pintura mostra la repulsió de Miravan i la seva angoixa quan s'adona que ha estat enganyat: el seu avantpassat diu que Miravan no gaudirà del repòs etern, ja que n'ha interromput un dels seus progenitors.T

## Història
El quadre fou gravat el 1772 per Valentine Green i, igual que moltes de les pintures de Wright, el seu contrast entre àrees fosques i clares de llum el feren ideal per a mezzotinta. En aquest cas, l'escena està il·luminada per un sol llum d'oli acompanyat per la llum lunar.
El quadre fou comprat mentre Wright encara era viu per Mr. Milne, que possiblement era de Wakefield. L'obra va passar a possessió del Derby Museum and Art Gallery el 1935 després que fos comprat amb fons privats gràcies a una subvenció del Regne Unit.